# 58 Pułk Szkolno-Bojowy Oficerskiej Szkoły Lotniczej
58 Pułk Szkolno-Bojowy Oficerskiej Szkoły Lotniczej im. Janka Krasickiego (58 pszb OSL) – szkolny oddział wojsk lotniczych SZ PRL i SZ PR.

## Formowanie i zmiany organizacyjne
W 1958 roku, na lotnisku w Dęblinie, na bazie 1 eskadry szkolnej, sformowano 58 Pułk Szkolno-Bojowy Oficerskiej Szkoły Lotniczej im. Janka Krasickiego. Etat nr 20/460 przewidywał 339 żołnierzy i 1 pracownika kontraktowego.
W 1961 roku pułk został przeformowany na etat nr 20/501. Nowy etat przewidywał 431 żołnierzy i 4 pracowników cywilnych.
2 marca 1987 roku jednostka została przeformowana w 58 Lotniczy Pułk Szkolny.
Z dniem 1 stycznia 2001 roku 58 Lotniczy Pułk Szkolny został przeformowany w 1 Ośrodek Szkolenia Lotniczego.
Z dniem 1 lipca 2010 roku, w wyniku połączenia 1 Ośrodka Szkolenia Lotniczego i 6 Bazy Lotniczej, została sformowana 41 Baza Lotnictwa Szkolnego.

## Odznaka pułkowa
Odznaka o wymiarach 26x26 mm posiada kształt trójkąta z biało-czerwoną szachownicą. Dolny róg trójkąta jest ścięty i zakończony niebieskim półkolem z dwiema białymi gwiazdkami. Na szachownicy szara sylwetka wznoszącego się orła. Odznakę zaprojektowała Romana Golas oraz ppłk pil. Marek Sawiński, będący dowódcą 3 Eskadry LPSz.

## Dowódcy pułku
Wykaz dowódców pułków podano za: Józef Zieliński (red.): Polskie lotnictwo wojskowe 1945–2010. s. 160.
- ppłk pil. Piotr Rojek (1958–1963)

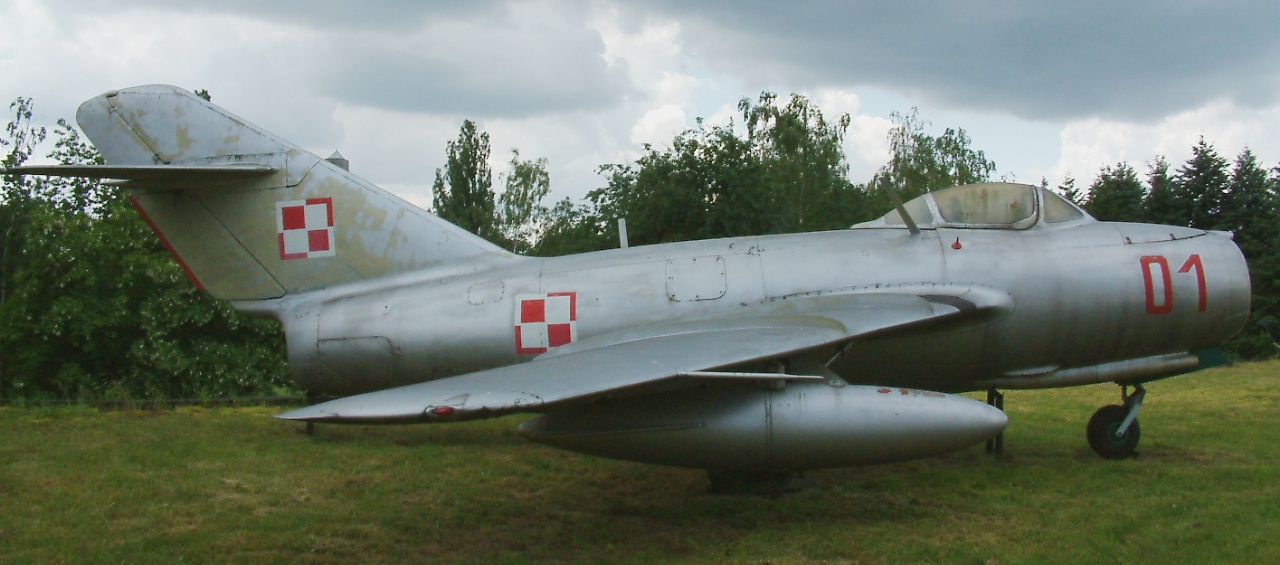
MiG-15

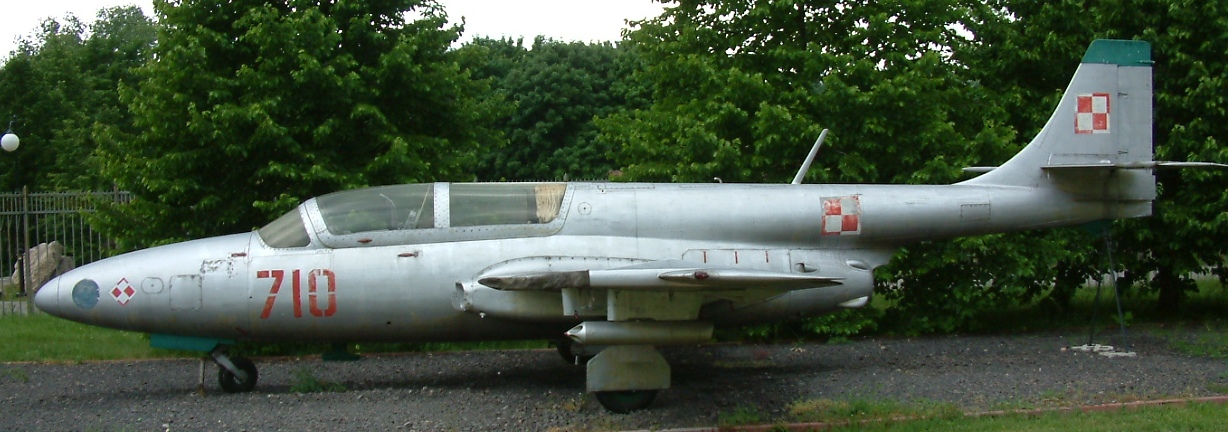
TS-11 Iskra

- ppłk pil. Zbigniew Różowicz (1963–1969)
- ppłk pil. Janusz Kowalski (1969–1971)
- ppłk pil. Zenobiusz Bieniaś (1971–1973)
- ppłk pil. Stanisław Konopiński 1973
- ppłk pil. Edmund Gorzkowski (1973–1976)
- ppłk pil. Józef Zduńczyk (1976–1978)
- ppłk pil. Piotr Szałaśnik (1978–1980)
- ppłk pil. Jan Fryta (1980–1982)
- płk pil. Krzysztof Żuk (1982–1985)
- ppłk pil. Andrzej Winiewski (1985–1987)
- płk pil. Maciej Nowaczyk (1987–1990)
- ppłk pil. Janusz Karpowicz 1991
- ppłk pil. Zenon Skop (1991–1995)
- płk pil. Waldemar Jaruszewski (1995–2000)